# Terza guerra anglo-maratha
La terza guerra anglo-maratha (1817–1818) detta anche guerra pindaride fu la terza delle tre guerre anglo-maratha combattute tra la Compagnia britannica delle Indie orientali e l'Impero Maratha, in India. La guerra lasciò alla Compagnia il controllo di gran parte del subcontinente. Essa ebbe inizio con l'invasione del territorio maratha ad opera delle truppe della Compagnia, guidate dal governatore generale Hastings (non imparentato con Warren Hastings, primo governatore generale del Bengala) ed appoggiate dalle forze del generale Thomas Hislop. Le operazioni iniziarono dapprima contro i Pindari, una formazione irregolare di musulmani e di maratha dell'India centrale.
Le forze del Peshwa Bajirao II, appoggiate da quelle di Mudhoji II Bhonsle di Nagpur e Malharrao Holkar III di Indore, insorsero contro la Compagnia. Pressioni e diplomazia convinsero il principale dei quattro capi maratha, Daulatrao Shinde di Gwalior, a rimanere neutrale pur perdendo il controllo del Rajasthan.
Le vittorie britanniche distrussero l'Impero maratha e gli fecero perdere la tradizionale indipendenza. Il Peshwa venne sconfitto nelle battaglie di Khadki e di Koregaon. Molte altre battaglie minori vennero combattute dalle forze del Peshwa per evitare la sua cattura.
Il Peshwa fu infine catturato e posto in residenza obbligata a Bithur, presso Kanpur. Gran parte del suo territorio venne annesso dai Britannici e divenne parte della Presidenza di Bombay. Il Maharaja di Satara fu reinsediato come regnante del suo territorio come Stato principesco. Nel 1848 questo territorio venne anch'esso annesso dalla Presidenza di Bombay sulla base della politica della Dottrina della decadenza di Lord Dalhousie. Bhonsle venne sconfitto nella battaglia di Sitabuldi mentre Holkar nella battaglia di Mahidpur. La porzione settentrionale dei domini di Bhonsle attorno a Nagpur, assieme ai territori del Peshwa a Bundelkhand, furono annessi dai Britannici nei Territori di Saugor e Nerbudda. La sconfitta di Bhonsle e Holkar portò anche all'acquisizione dei regni maratha di Nagpur e Indore da parte britannica. Assieme a Gwalior (presa ai Shinde) e a Jhansi (presa al Peshwa), questi territori divennero Stati principeschi sottoposti al controllo britannico. La superiorità tecnologica del Regno Unito si espresse assai bene nella rapida vittoria contro gli indigeni indiani.

## Antefatto
Le relazioni tra Britannici e Maratha erano peggiorate dalla fine del XVIII secolo, quando l'espansionismo coloniale britannico aveva portato a intaccare sempre più le aree dell'Impero maratha che era il più potente tra gli Stati indiani indipendenti.
Dopo la sconfitta dei britannici nella Prima guerra anglo-maratha, a partire dalla Seconda guerra anglo-maratha aveva avuto inizio un irreversibile processo di colonizzazione dell'India realizzata dai britannici anche grazie ad alleanze con gli Stati locali, spesso in lotta tra loro o insofferenti della presenza dell'Impero maratha.

## Preludio
L'Impero maratha non era riuscito a impiegare la tattica della guerriglia armata contro l'impero britannico. Anche gli sforzi fatti di modernizzare i propri eserciti si dimostrarono vani: le nuove tecnologie non furono assimilate dai soldati che avevano nel frattempo anche perso l'uso dei vecchi metodi di combattimento. L'Impero maratha mancava di un efficiente sistema di spionaggio e di un adeguato sistema diplomatico. L'artiglieria maratha era ormai datata e, a differenza di altri Stati, l'Impero non era in grado di produrre localmente i propri cannoni, che erano quindi importati; mancava anche l'addestramento alle truppe incaricate di impiegarli. I movimenti militari venivano eseguiti senza un'adeguata conoscenza della geografia locale, finendo spesso per bloccare gli effettivi in punti senza possibilità di attraversamento. I britannici si avvantaggiarono di questi elementi per sconfiggerli.

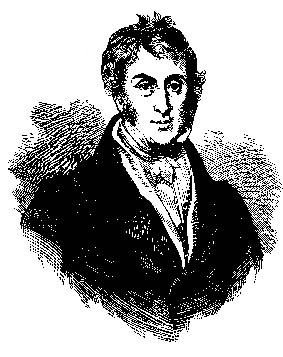
Mountstuart Elphinstone

All'epoca della guerra, il potere della Compagnia britannica delle Indie Orientali stava rinforzandosi, mentre quello dell'Impero Maratha era in declino. I Britannici erano risultati vittoriosi dalla precedente guerra anglo-maratha e il Peshwa dell'Impero era all'epoca Bajirao II. Molti capi maratha che si erano schierati con il Peshwa erano ora sotto il controllo o la "protezione" britannica. I Britannici costituirono un'alleanza con la dinastia Gaekwad di Baroda per evitare che il Peshwa potesse incassare le imposte di quella regione. I Gaekwad inviarono un messaggero al Peshwa di Pune per negoziare la questione delle tasse. L'inviato, Gangadhar Shastri, era sotto la protezione britannica ma fu assassinato, e il ministro del Peshwa, Trimbak Dengle, fu accusato del misfatto dai britannici.
Costoro colsero quindi l'occasione per costringere Bajirao a firmare un trattato. Il trattato (Trattato di Poona) fu siglato il 13 giugno 1817. Il punto chiave imponeva al Peshwa di ammettere la propria colpa di aver fatto eliminare Dengle, rinunciando quindi alle sue pretese su Gaekwad, consegnando inoltre formalmente ai britannici alcuni punti chiave nel territorio tra cui le fortezze del Deccan, del Konkan e i territori a nord del fiume Narmada e a sud del Tungabhadra. Il Peshwa non avrebbe inoltre dovuto comunicare con nessun'altra potenza presente in India, a eccezione del Regno Unito, o senza il consenso di questo. Il Residente britannico Mountstuart Elphinstone chiese inoltre al Peshwa di sciogliere i suoi reggimenti di cavalleria.

### Il piano dei Maratha

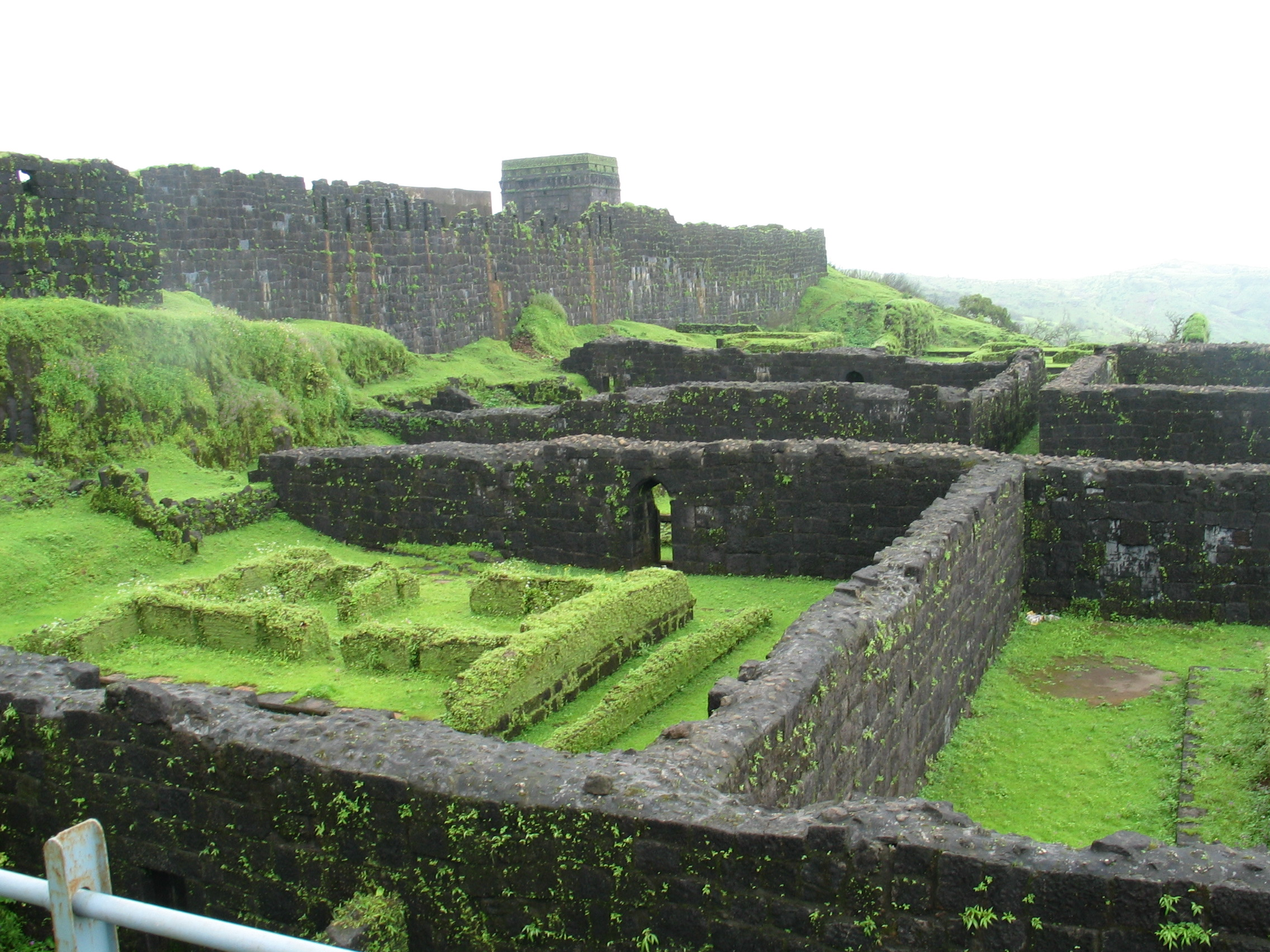
Le rovine del vecchio palazzo al forte di Raigad

Il Peshwa sciolse la cavalleria, ma segretamente chiese ai suoi componenti di mantenersi pronti e offrì loro sette mesi di paga anticipata. Bajirao chiese a Bapu Gokhale di preparare una reazione militare a questi soprusi. Nell'agosto del 1817, i forti di Sinhagad, Raigad e Purandar furono rafforzati dal Peshwa. Gokhale segretamente iniziò a reclutare truppe per la guerra ormai imminente. Molti Bhil e Ramoshi vennero convocati per l'occasione e furono compiuti sforzi per unificare Bhonsle, Shinde e Holkar, anche con l'uso di mercenari Pindari. Il Peshwa identificò una serie di Indiani scontenti al servizio del Residente britannico Elphinstone e segretamente li reclutò: uno di questi era Jaswant Rao Ghorpade. Furono reclutati segretamente anche alcuni Europei. Alcuni Indiani, come Balaji Pant Natu, rimasero comunque fermamente al fianco dei Britannici. Molti sepoy indiani rifiutarono l'offerta del Peshwa, mentre altri riferirono il fatto ai loro ufficiali superiori. Il 19 ottobre 1817, Bajirao II celebrò la festività di Dassera a Pune, dove le truppe erano radunate in gran numero. Durante le celebrazioni, gran parte della cavalleria maratha caricò i Sepoy al servizio dei britannici nell'intento di intimorire Elphinstone e cercare nel contempo di far disertare alcune reclute. Il Peshwa fece personalmente progetti per uccidere Elphinstone, malgrado l'opposizione di Gokhale. Elphinstone era perfettamente a conoscenza di questi piani, grazie alla fitta rete di spionaggio coordinata da Balaji Pant Natu e Ghorpade.
Burton provò a stimare la forza dei Maratha nel 1817 circa: si trattava di circa 81 000 fanti, 100 000 cavalieri e 589 cannoni. Di questi, il Peshwa aveva sotto il proprio controllo diretto 28 000 cavalieri, 14 000 fanti e 37 cannoni. Il quartier generale del Peshwa era a Pune, nel Tamil Nadu, a sud dell'impero. Gli Holkar avevano il secondo più alto numero di cavalieri, con 20 000 unità e 8 000 fanti, oltre a 107 cannoni. Shinde e Bhonsle avevano numeri simili di militari con 15 000 e 16 000 cavalieri rispettivamente. Shinde aveva 16 000 fanti e Bhonsle, 18 000. Shinde aveva il maggior numero di cannoni con 140 pezzi, mentre Bhonsle ne aveva 85. Holkar, Shinde e Bhonsle avevano i loro quartieri generali rispettivamente a Indore, Gwalior e Nagpur. Il leader afghano Amīr Khān era posizionato a Tonk nel Rajputana con 12 000 cavalieri, 10 000 fanti e 200 cannoni. I Pindaridi si trovavano a nord della valle del Narmada nelle regioni di Chambal e Malwa dell'India centrale. Tre capi Pindaridi erano schierati con Shinde: Setu, Karim Khan e Dost Mohammad. Le loro forze erano pari a 10 000, 6 000 e 4 000 cavalieri rispettivamente. Il resto dei capi pindaridi, Tulsi, Imam Baksh, Ṣāḥib Khān, Kadir Baksh, Nathu e Bapu erano alleati con Malharrao Holkar II. Tulsi e Imām Baksh avevano ciascuno 2 000 cavalieri, Kadir Baksh ne aveva 21 500. Ṣāḥib Khān, Nathu e Bapu avevano rispettivamente 1 000, 750 e 150 cavalieri.

## L'inizio della guerra

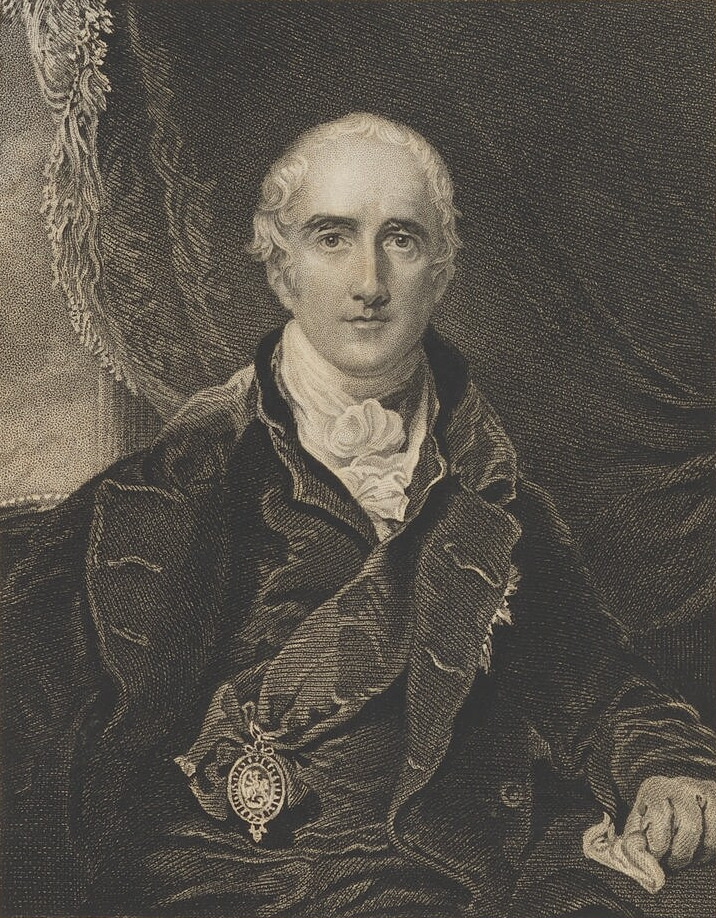
Richard Wellesley, I marchese Wellesley, che rapidamente portò all'espansione dei territori della Compagnia con le vittorie britanniche nelle guerre anglo-maratha

Il territorio del Peshwa era un'area chiamata Desh, oggi parte del moderno Stato del Maharashtra. La regione consisteva nelle valli dei fiumi Krishna e Godavari e nelle piane dei Monti Sahyadri. Il territorio dei Shinde attorno a Gwalior e Bundelkhand era una regione collinare di fertili valli che si estendeva sino alla Pianura indo-gangetica a nord. Il territorio Pindari consisteva nelle valli e nelle foreste di Chambal, nella regione nord-occidentale del moderno Stato del Madhya Pradesh. I Pindari operavano anche nel Malwa, una regione pianeggiante a nordovest dello Stato del Madhya Pradesh, a nord del Vindhya Range. Gli Holkar erano di base nell'alta valle del Narmada.
La guerra fu per lo più condotta passo dopo passo dai Britannici, nel tentativo di espandere la propria influenza e nel contempo per i Maratha fu un tentativo di fermare gli invasori stranieri. La guerra iniziò come una campagna militare contro i Pindari. Vedendo che i Britannici erano in conflitto con i Pindari, le forze del Peshwa attaccarono i Britannici alle 16:00 del 5 novembre 1817 sul fianco destro delle loro forze. Le forze dei Maratha comprendevano 20 000 cavalieri, 8 000 fanti e 20 cannoni. mentre i Britannici disponevano di 2 000 cavalieri, 1 000 fanti e 8 cannoni. sul fronte dei Maratha, erano disponibili inoltre altri 5 000 cavalieri e 1 000 fanti di guardia al Peswha sulla Collina di Parvati. I Britannici includevano nel loro numero l'unità del capitano Ford che stava ancora giungendo da Dapodi a Khadki. e chiesero anche al generale Smith di accorrere a Khadki per la battaglia ma questi non giunse per tempo.
Tre colline nella regione, la collina di Parvati, quella di Chaturshringi e quella di Khadki, sovrastavano quello che sarebbe stato il campo di battaglia e mentre il Peswa era attestato su quella di Parvati, i Britannici avevano occupato quella di Khadki. Le due colline erano separate tra loro da quattro chilometri. Il fiume Mula scorreva a fondo valle e poteva essere attraversato da diversi punti. Diversi canali (nalla in lingua marathi) venivano alimentati dal fiume ma anche questi non costituivano un ostacolo e molti erano ingombri di vegetazione.
L'esercito maratha era un misto di Rohilla, Rajput e Maratha. Esso includeva anche una piccola forza portoghese di sostegno al comando dell'ufficiale de Pinto. Il fianco sinistro dell'esercito maratha, comandato da Moropant Dixit e da Raste, si trovava nel punto oggi occupato dall'Università di Pune. Il centro era comandato da Bapu Gokhale, mentre il fianco destro si trovava sotto il comando di Vinchurkar. I movimenti delle truppe britanniche iniziarono il 1º novembre 1817, quando il colonnello Burr mosse i propri uomini verso quello che attualmente è il Bund Garden, presso il ponte di Holkar. I Maratha ebbero inizialmente successo nel trovare una falla sulla sinistra e al centro della compagine britannica, ma tali successi si dimostrarono nulli quando la cavalleria maratha si trovò spiazzata per la temporanea perdita di Gokhale, che cadde da cavallo. I Maratha rimasero addirittura senza guida quando Moropant Dixit fu poi colpito a morte. La fanteria britannica avanzava invece senza sosta, causando il ritiro della cavalleria maratha nel giro di quattro ore. I Britannici proclamarono la vittoria: in tutto avevano perso 86 uomini contro i 500 dei Maratha.

### I Pindari
Dopo la Seconda guerra anglo-maratha, Shinde e Holkar avevano perso gran parte dei loro territori a favore dei Britannici. Incoraggiarono pertanto i Pindari a razziare i territori controllati dai Britannici. I Pindari, per lo più cavalieri, divennero noti come Shindeshahi e Holkarshahi per la protezione che ricevettero dai rispettivi capi maratha. I capi pindari erano Setu, Karim Khan, Dost Mohammad, Tulsi, Imam Baksh, Ṣāḥib Khān, Kadir Baksh, Nathu e Bapu. Di questi, Setu, Karim Khan e Dost Mohammad appartenevano agli Shindeshahi e il resto agli Holkarshahi. La forza totale dei Pindari nel 1814 era stimata in 33 000 unità. I Pindari frequentemente razziavano i villaggi dell'India centrale, con il risultato di rendere quelle aree deserte perché gli stessi contadini erano ormai incapaci di coltivarle con successo e non avevano altra scelta se non quella di unirsi alle bande dei ladri o morire di fame. Nel 1815, 25 000 Pindaridi entrarono nella Presidenza di Madras e distrussero più di 300 villaggi della costa del Coromandel. Un'altra banda infestò il regno del Niẓām di Hyderabad, mentre una terza entrò nel Malabar. Altri raid pindaridi in territorio britannico si ebbero nel 1816 e nel 1817. Francis Rawdon-Hastings vide che non vi sarebbe stata né pace né sicurezza sino a quando i Pindari non fossero stati completamente schiacciati.

### Il piano dei Britannici
Sperare di condurre regolarmente un esercito contro i Pindaridi era cosa impossibile e pertanto l'unico modo era accerchiarli di modo che non potessero più sfuggire. Francis Rawdon-Hastings ottenne l'autorità dal governo britannico di muovere delle azioni contro i Pindaridi da un lato, pur continuando a condurre una campagna diplomatica coi principali capi maratha. I Pindaridi continuarono a nutrire per i Maratha una certa simpatia. Nel 1817 Rawdon-Hastings radunò un potente esercito di circa 120 000 uomini, composto da due eserciti, la Grand Army o Armata del Bengala a nord, sotto il suo personale comando, e l'Armata del Deccan al comando del generale Hislop a sud. Il piano britannico era quello di normalizzare le relazioni con Shinde, Holkar e Amir Khan. Era risaputo che i tre erano ben disposti nei confronti dei Pindaridi e li ospitavano nei loro territori. Shinde stava complottando segretamente con il Peshwa e con il ministro del Nepal per costituire una coalizione contro i Britannici. La sua corrispondenza con il Nepal fu intercettata e gli venne presentata pubblicamente in un Durbar. Egli venne costretto pertanto a firmare un trattato che lo obbligò ad assistere i Britannici contro i Pindaridi e impedire così nuove incursioni nei suoi territori. Diplomazia, pressione e il trattato di Gwalior contribuirono tutte a mantenere Shinde fuori dalla guerra. Amir Khan si risolse a sciogliere le sue forze a condizione che gli fossero garantiti i possedimenti del principato di Tonk nel Rajputana. Vendette i suoi cannoni ai Britannici e si accordò per non permettere ulteriori scorribande nel suo territorio. Come si è detto l'esercito britannico era composto di due parti, l'Armata del Bengala con 40 000 soldati e l'Armata del Deccan con 70 400 uomini. La Grand Army venne suddivisa a sua volta in tre parti e una di riserva. La divisione sinistra venne guidata dal maggiore generale Marshall mentre quella centrale era affidata a Francis Rawdon-Hastings. La riserva si trovava sottoposta al comando del generale Ochterlony. Il secondo esercito, l'Armata del Deccan, era composto da cinque divisioni, guidate rispettivamente da General Hislop, dal brigadiere generale Doveton, dal generale Malcolm, dal brigadiere generale Smith, dal tenente colonnello Adams. Le forze nelle mani della Compagnia britannica delle Indie Orientali era composta da 110 400 uomini. Inoltre le residenze di Madras e Poona disponevano ciascuna di due battaglioni e di alcune unità d'artiglieria. La residenza di Madras disponeva anche di alcune truppe addizionali della 6ª brigata di cavalleria del Bengala. In ottobre e all'inizio di novembre, la prima divisione della Grand Army fu inviata a Sind, la seconda a Chambal, la terza a est del Narmada. La divisione di riserva venne utilizzata per mantenere sotto pressione Amir Khan che siglò infatti un trattato.
La prima e la terza divisione dell'Armata del Deccan vennero a concentrarsi a Harda. La seconda divisione fu utilizzata per essere posta a Malkapur. La quarta divisione marciò su Khandesh, occupando la regione tra Poona e Amravati (Berar) mentre la quinta venne posta a Hoshangabad e quella di riserva posta tra i fiumi Bhima e Krishna.

### L'attacco ai Pindaridi
L'attacco ai Pindaridi venne portato avanti come previsto, circondandoli e attaccando le loro abitazioni. Il generale Hislop dalla residenza di Madras attaccò i Pindaridi a sud e li spostò verso il fiume Narmada, dove il Governatore Generale Francis Rawdon-Hastings li stava aspettando con le sue forze. Karim Khan si arrese ai Britannici e ottenne in cambio alcune terre a Gorakhpur. Le principali strade verso l'India centrale furono occupate dai Britannici. Le forze Pindaridi vennero completamente distrutte nel corso di una singola campagna e non furono in grado di fuggire. I Pindaridi disperati attendevano un aiuto dai Maratha, ma nessuno osò dare ospitalità a loro o alle loro famiglie. Karim e Setu avevano ancora a loro disposizione 23 000 uomini ma non poterono fare nulla contro le soverchianti forze di Sua Maestà. Una delle bande che cercò di fuggire a sud, lasciò dietro di sé tutti i rifornimenti. Molti Pindaridi si rifugiarono nella giungla e ivi morirono, mentre altri ancora cercarono rifugio nei villaggi ma furono uccisi senza pietà dagli abitanti locali, memori delle sofferenze patite a causa delle loro passate scorribande.
I capi Pindaridi, Karim Khan e Wasil Mohammed, presentarono il loro durras durante la battaglia di Mahidpur. Tutti i capi Pindaridi si arresero prima della fine di febbraio, grazie anche al fatto che il potere dei Maratha era stato di molto ridotto dai Britannici. La Gran Bretagna garantì loro ad ogni modo terre presso Gorakhptir affinché potessero sostenersi. Karim Khan divenne quindi contadino di una piccola tenuta ricevuta presso il Gange a Gorakpur. Wasil Mohammed tentò invece di fuggire, ma trovato, si suicidò avvelenandosi. A Setu venne data la caccia a John Malcolm sino a quando non rimase solo. Scomparve nella giungla dell'India centrale nel 1819 dove poi venne ucciso da una tigre.

### La fuga delPeshwa
Per ordine di Elphinstone, il generale Smith giunse a Yerwada presso Poona il 13 novembre sul sito attualmente occupato dal Deccan College. Smith e le sue truppe attraversarono il fiume il 15 novembre e presero posizione a Ghorpadi. La mattina del 16 novembre, i Maratha si scontrarono in battaglia con i Britannici. Mentre i generali maratha come Purandare, Raste e Bapu Gokhale erano pronti ad avanzare contro i Britannici, erano però nel contempo demoralizzati avendo saputo che il Peshwa e suo fratello erano fuggiti a Purandar. Una forza ulteriore di 5 000 uomini maratha era collocata alla confluenza tra i fiumi Mula e Mutha sotto il comando di Vinchurkar, ma non si mosse. Bapu Gokhale si ritirò per salvaguardare la ritirata del Peshwa. La mattina seguente, il generale Smith avanzò nella città di Poona e trovò che il Peshwa aveva raggiunto la città di Satara. Durante il giorno, Poona si arrese e il generale Smith personalmente si preoccupò di ristabilire l'ordine in loco, mantenendo la pace con la popolazione. I Britannici entrarono a Shanivar Wada il 17 novembre e la bandiera della Gran Bretagna fu innalzata sul Balaji Pant Natu. Le bandiere zafferano del Peshwa ad ogni modo non vennero rimosse dal Kotwali Chavdi sino alla sconfitta di Bajirao ad Ashti, per dimostrare che comunque non avevano dato per scontato la loro vittoria per quanto superiormente superiori.
Il Peshwa si spostò a questo punto verso il villaggio di Koregaon. La Battaglia di Koregaon ebbe luogo il 1º gennaio 1818 sulle rive del fiume Bhima, a nordest di Poona. Il generale Stauton giunse nei pressi di Koregaon con 500 fanti, due cannoni e 200 cavalieri irregolari. Solo 24 fanti erano di origini europee, mentre la maggior parte degli uomini proveniva da Madras. Il villaggio di Koregaon era sulla riva nord del fiume ed era stato fortificato dai Maratha. Stauton riuscì a occupare il villaggio ma non fu in grado di prendere le fortificazioni che rimasero nelle mani dei Maratha. Ai Britannici fu precluso inoltre l'accesso al fiume, loro unica fonte d'acqua disponibile nell'area. La battaglia perdurò per l'intera giornata con conquiste e riconquiste continue. Il comandante delle truppe di Bajirao, Trimabkji, uccise il tenente Chishom per vendicare la morte di Govindrao Gokhle, unico figlio di Bapu Gokhle. Il Peshwa guardava intanto la battaglia dalla cima di una vicina collina a due miglia di distanza. I Maratha evacuarono il villaggio e si ritirarono col favore della notte. Questa mossa da parte dei Maratha era giustificabile nell'ottica di una tattica più ampia. I Britannici persero 175 uomini e un terzo della cavalleria irregolare, con più della metà degli ufficiali europei feriti. I Maratha persero tra i 500 ed i 600 uomini. Quando i Britannici trovarono la mattina seguente il villaggio ormai evacuato, Staunton prese le sue truppe migliori intenzionato a marciare verso Poona, ma invece giunse a Shirur.
Dopo una battaglia contro le forze britanniche al comando del generale Pritzler il Peshwa, inseguito, si portò a sud verso il Karnataka con il raja di Satara. Il Peshwa continuò la sua fuga a sud nel mese di gennaio Non ricevendo sostegno dal raja di Mysore, il Peshwa doppiò il generale Pritzler e si diresse a Solapur. sino al 29 gennaio la fuga del Peshwa si dimostrò infruttuosa. Si ebbero piccole schermaglie e i Maratha furono frequentemente colpiti senza riuscire a ottenere più di tanto. Il 7 febbraio il generale Smith entrò a Satara e prese il palazzo reale ai Maratha, su cui simbolicamente eresse la bandiera britannica. Il giorno successivo la Bhagwa Zenda — la bandiera dei Maratha - venne ammainata. Per ottenere il sostegno della popolazione locale, i Britannici dissero di non avere alcuna intenzione di interferire con la religione locale. Durante tutto questo periodo Bajirao rimase nelle vicinanze di Solapur.
Il 19 febbraio, il generale Smith venne a sapere che il Peshwa si trovava a Pandharpur. Le truppe del generale Smith attaccarono quindi il Peshwa ad Ashti lungo la strada per la sua meta. Durante questo scontro, Gokhale morì cercando di difendere il Peshwa dal nemico. Il raja di Satara fu catturato assieme a suo fratello e a sua madre. Il re dei Maratha, dapprima imprigionato da Tarabai a metà Settecento e poi reinsediato dopo la morte di Tarabai, aveva sempre de facto ricoperto un ruolo onorifico, limitandosi a nominare i Peshwa.
 
L'imperatore Chhatrapati a questo punto si dichiarò a favore dei Britannici ponendo così ufficialmente fine alla posizione legale del Peshwa come capo della confederazione maratha. Poco dopo Baji Rao disertò dai Patwardhan.
Dal 10 aprile 1818, le forze del generale Smith avevano preso ormai i forti di Sinhagad e Purandar. Mountstuart Elphinstone ricordò la cattura di Sinhagadh nel suo diario alla data del 13 febbraio 1818: "La guarnigione non aveva Maratha al suo interno, ma era composta da 100 arabi, 600 gosain e 400 konkani. Il Killadar (comandante della guarnigione) era un ragazzo di undici anni; il vero governatore era Appajee Punt Sewra. La guarnigione era trattata con liberalità e pertanto poteva spadroneggiare come meglio riteneva opportuno. Il 3 giugno 1818 Bajirao si arrese ai Britannici e negoziò la cifra di un suo pensionamento annuale. Bajirao ottenne comunque la promessa di tutela della sua famiglia, dei bramini e delle istituzioni religiose locali. Il Peshwa venne inviato a Bithur presso Kanpur. La caduta e il bando del Peshwa furono avvertiti come una sconfitta nazionale in tutto l'Impero maratha, ma per l'interessato non fu un fatto del tutto spiacevole, dato che egli aveva trascorso la sua vita prevalentemente occupandosi di questioni religiose e del bere.

### I fatti di Nagpur

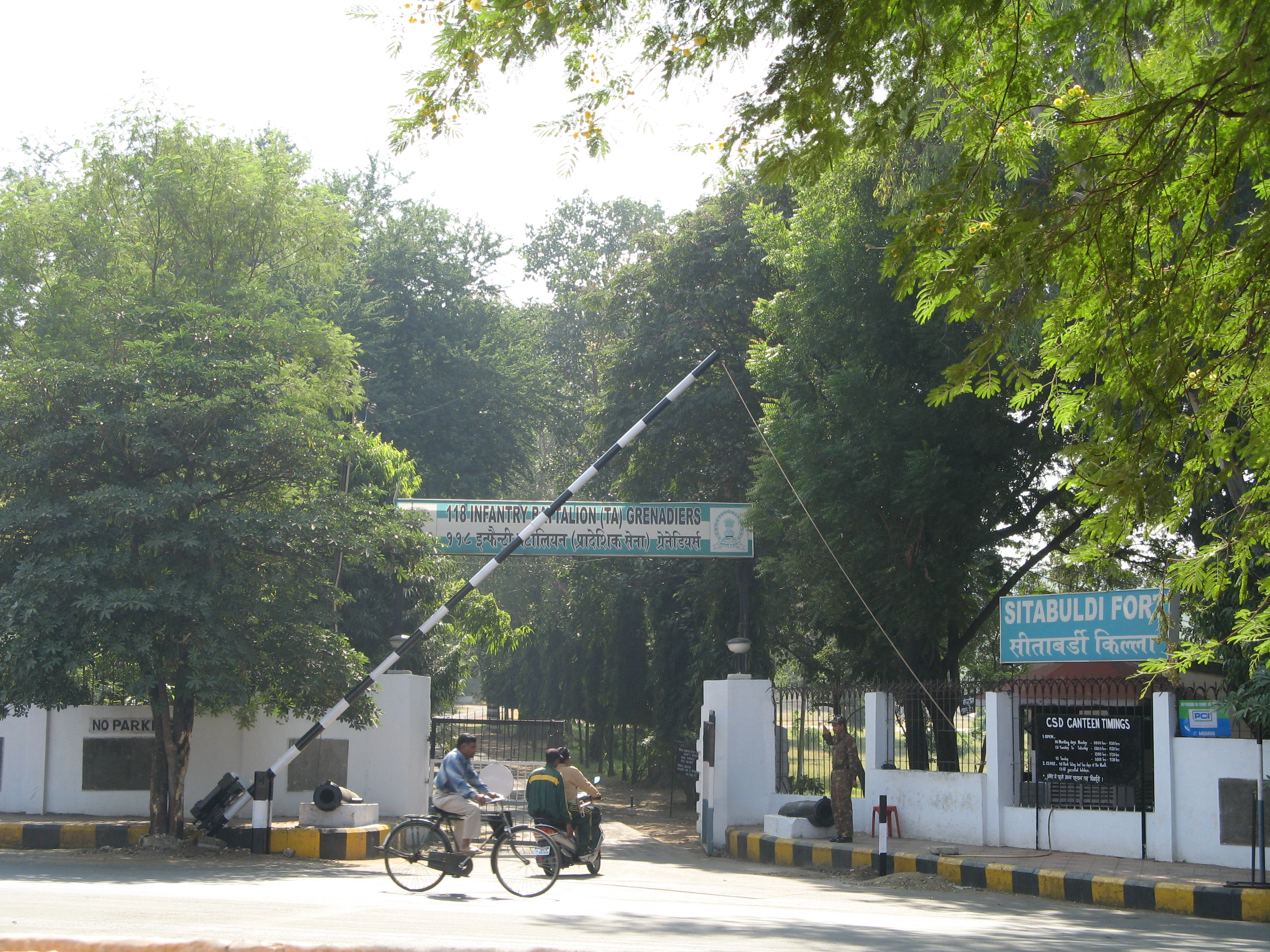
Il forte di Sitabardi oggi

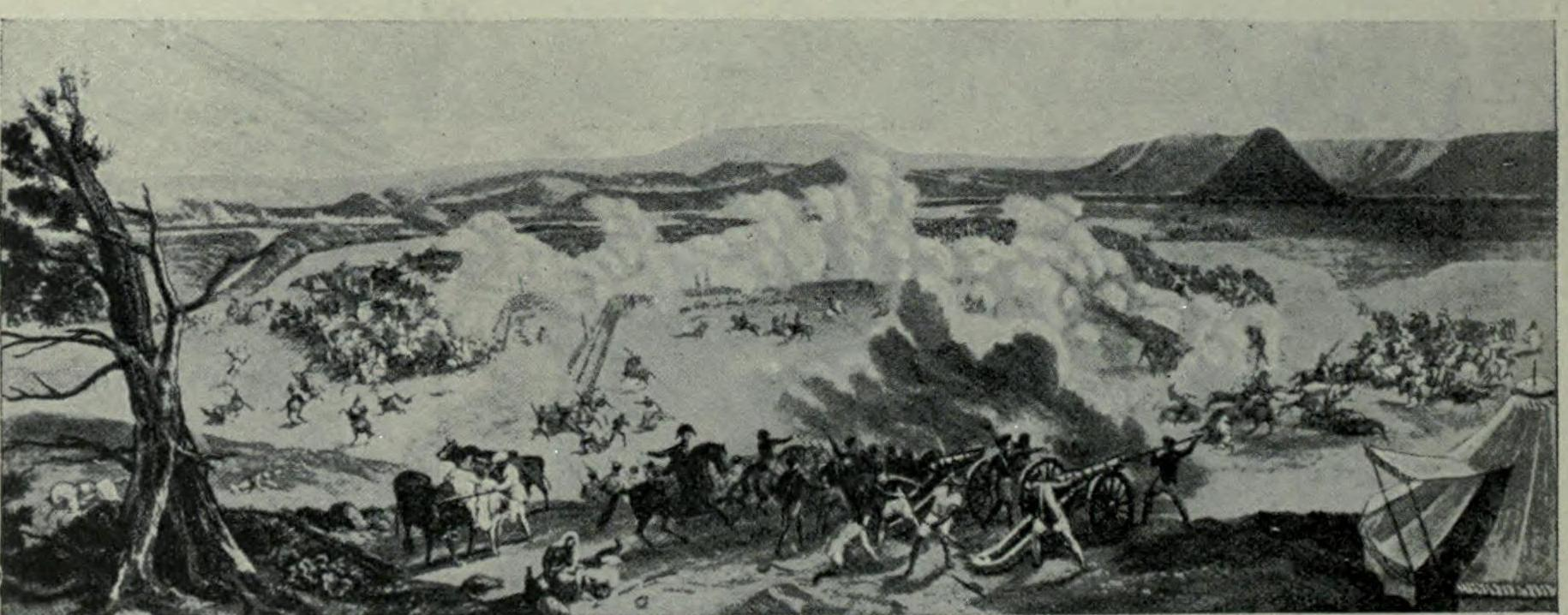
la battaglia di Kirki, 1817

Madhoji Bhonsle, noto anche come Appa Saheb, consolidò il suo potere a Nagpur dopo l'assassinio di suo cugino, l'incapace governante Parsoji Bhonsle. Egli entrò in contatto con i Britannici, stringendo con loro un trattato il 27 maggio 1816. Ignorò ad ogni modo la richiesta del residente britannico Jenkins di evitare i suoi contatti con Baji Rao II. Jenkins chiese ad Appa Saheb di evitare la concentrazione delle sue truppe e di recarsi alla sede della residenza, cosa che egli si rifiutò di fare. Appa Saheb dichiarò quindi apertamente il suo sostegno al Peshwa, che già stava combattendo i Britannici presso Poona. Era ormai chiaro che una nuova guerra sembrava aperta e Jenkins chiese dei rinforzi dalla madrepatria. Egli già disponeva di 1500 uomini al comando del tenente colonnello Hopentoun Scott. Jenkins inviò l'ordine al colonnello Adams di marciare verso Nagpur con le sue truppe. Come altri capi maratha, Appa Shaeb impiegò Arabi nel suo esercito i quali, per quanto coraggiosi, non erano noti per la loro disciplina né per l'ordine nelle loro file. Le forze dei Maratha ammontavano in totale a 18 000 unità.
La residenza si trovava ad ovest della collina di Sitabardi, un'altura rocciosa estesa per circa 200 metri da nord a sud. La Compagnia britannica delle Indie Orientali occupava la parte nord dell'altopiano. I Maratha, combattendo con gli Arabi, inizialmente riuscirono ad avere la meglio caricando la collina e costringendo i Britannici a ritirarsi verso sud. I comandanti britannici iniziarono a giungere coi rinforzi: il tenente colonnello Rahan il 29 novembre, il maggiore Pittman il 5 dicembre e il colonnello Doveton il 12 dicembre. Il contrattacco britannico fu pesante e Appa Saheb fu costretto alla resa. I Britannici persero 300 uomini, di cui 24 europei; i Maratha ne persero un numero eguale. Il 9 gennaio 1818 venne siglato un trattato. Appa Saheb ottenne il governo nominale sui territori ma con molte restrizioni. Gran parte del suo territorio, inclusi i forti, era controllato ora dai Britannici i quali costruirono ulteriori fortificazioni sulla collina di Sitabardi.
Alcuni giorni dopo Appa Saheb fu arrestato. Era stato scortato ad Allahabad, da dove era riuscito a fuggire verso il Punjab per cercare rifugio presso i Sikh, venendo ad ogni modo catturato nuovamente dai Britannici presso Jodhpur. Morì il 15 luglio 1849 a 44 anni di età.

### Il soggiogamento di Holkar
Agli Holkar furono offerti termini di resa simili a quelli offerti ai Shinde; l'unica differenza era che gli Holkar accettarono e rispettarono l'indipendenza di Amir Khan. La corte degli Holkar in quel momento praticamente era inesistente. Quando Tantia Jog, un ufficiale Holkar, fu sospettato di collusione con i Britannici, in realtà si stava impegnando per cercare di distruggere il nemico. Gli Holkar risposero alla chiamata del Peshwa per insorgere contro i Britannici, iniziando una battaglia a Mahidpur.
La battaglia di Mahidpur tra Holkar e forze britanniche fu combattuta il 21 dicembre 1817. La carica dei Britannici fu guidata da Malcolm stesso. La battaglia durò da mezzogiorno sino alle 3:00 del mattino. Il tenente generale Thomas Hislop era il comandante in capo dell'Armata di Madras. Hislop avvistò l'armata di Holkar alle 9:00 del mattino. L'esercito della Compagnia britannica delle Indie Orientali perse 800 uomini ma le forze degli Holkar furono sconfitte completamente. Le perdite dei Britannici ammontarono a 800 tra morti e feriti mentre quelle degli Holkar furono di circa 3 000 uomini. Queste perdite portarono gli Holkar a essere privati di ogni mezzo per insorgere in armi contro i Britannici,. La battaglia di Mahidpur fu un disastro per i Maratha. Henry Durand scrisse: "Dopo la battaglia di Mahidpur non solo quella del Peshwa, ma anche l'influenza stessa dei Maratha sugli Holkar e Shinde si dissolse e fu rimpiazzata dalla supremazia britannica." Anche se la potenza della dinastia degli Holkar poteva dirsi ormai stroncata, le truppe rimanenti rimasero ostili e fu necessario il loro scioglimento per disperderle. I ministri fecero profferte di pace, e il 6 gennaio 1818 fu siglato il Trattato di Mandeswar; Holkar accettò i termini britannici senza condizioni. Gli Holkar passarono sotto l'autorità britannica come principato indipendente, ma soggetto all'autorità del residente britannico locale.

## La fine della guerra e sue conseguenze
Alla fine della guerra, tutte le forze maratha si arresero ai Britannici. Shinde e l'afghano Amir Khan furono soggiogati con l'uso di pressioni diplomatiche, con il trattato di Gwailor il 5 novembre 1817. Sulla base di questo trattato, Shinde consegnò il Rajasthan ai Britannici e si accordò con loro per combattere i Pindaridi. Amir Khan si accordò per vendere i propri cannoni ai Britannici e ricevette terre a Tonk, nel Rajputana. Gli Holkar vennero sconfitti il 21 dicembre 1817 e dovettero siglare il Trattato di Mandeswar il 6 gennaio 1818. Secondo i termini di questo trattato gli Holkar avrebbero costituito uno Stato sussidiario dei Britannici. Il giovane Malhar Rao ascese al trono. Bhonsle fu sconfitto il 26 novembre 1817 e venne catturato, ma riuscì a sfuggire e trascorse il resto della sua vita a Jodhpur. Il Peshwa si arrese il 3 giugno 1818 e fu inviato a Bithur, presso Kanpur, sulla base dei termini del trattato siglato il 3 giugno 1818. Dei capi pindaridi, Karim Khan si arrese a Malcolm nel febbraio del 1818; Wasim Mohammad si arrese a Shinde e poi si avvelenò; Setu venne ucciso da una tigre.
La guerra concesse ai Britannici, sotto la copertura della Compagnia britannica delle Indie Orientali, il controllo virtuale di tutta l'attuale India a sud del fiume Sutlej. Il famoso Diamante Nassak fu incamerato dalla Compagnia come parte del bottino di guerra. I Britannici acquisirono molto territorio dall'Impero maratha e posero fine alla sua dinamica opposizione. I termini di resa che Malcolm offrì al Peshwa furono controversi, perché ritenuti troppo generosi dai Britannici: il Peshwa ottenne di condurre una vita lussuosa nei pressi di Kanpur e ottenne una pensione annua di 80 000 sterline. Un confronto fu fatto ad esempio con Napoleone, che era stato confinato a Sant'Elena con una somma minima per il suo mantenimento personale. Trimbakji Dengale fu catturato dopo la guerra e inviato nella fortezza di Chunar nel Bengala dove trascorse il resto della sua vita.
I territori del Peshwa furono assorbiti dalla Presidenza di Bombay e quelli dei Pindaridi dalle province centrali dell'India britannica. I principi del Rajputana divennero simbolicamente signori feudali e accettarono la potenza sovrastante dei Britannici. Francis Rawdon-Hastings ridisegnò dunque la mappa dell'India, che rimase tale a livello di geografia politica più o meno sino all'epoca di Lord Dalhousie. I Britannici posero un oscuro discendente di Shivaji, fondatore dell'Impero maratha, al ruolo di capo cerimoniale della Confederazione maratha per rimpiazzare il Peshwa. Un bambino della famiglia Holkar fu nominato Reggente di Nagpur sotto tutela britannica. Il figlio adottivo del Peshwa, Nana Sahib, sarà uno dei capi dei Moti indiani del 1857. Dopo il 1818, Montstuart Elphinstone riorganizzò le divisioni amministrative indiane per ragioni fiscali, riducendo così l'importanza di Patil, Deshmukh e Deshpande. Il nuovo governo sentì la necessità di comunicare più agevolmente con la popolazione locale sfruttando la lingua marathi e per questo Elphinstone dal 1820 avviò una politica di standardizzazione della lingua marathi nella Presidenza di Bombay.